# Hans von Funck
Baron Hans von Funck, nemški general, * 23. december 1891, Aachen, † 14. februar 1979, Viersen.